# Benno Eide Siebs
Benno Eide Siebs (* 14. September 1891 in Geestemünde; † 25. Januar 1977 in Bremerhaven) war ein deutscher Jurist, Beamter und Heimatschriftsteller.

## Biografie
Siebs war der Sohn des Reeders August Siebs und seiner Ehefrau Helene Siebs geborene Wiemers aus Geestemünde. Er besuchte das Gymnasium in Bremerhaven und studierte ab 1910 Rechts- und Staatswissenschaften an der Universität Heidelberg, der Universität München, der Universität Greifswald und der Universität Rostock. 1910 wurde er zu Beginn seines Studiums Mitglied der Burschenschaft Vineta Heidelberg. Er promovierte 1914 in Rostock zum Dr. jur.
In dem Jahre 1922 hat Siebs in Geestemünde einen Ehebund mit seiner Gattin Annaliese Pust geschlossen.

### Beamter und Richter
Er wirkte danach in der preußischen allgemeinen Staatsverwaltung an verschiedenen Orten im Verwaltungs- und Justizdienst als Dezernent, Referent und Abteilungsleiter sowie von 1928 bis 1932 als Landrat des Kreises Weener in Ostfriesland und von 1932 bis 1933 des Kreises Land Hadeln. Er war ab 1933 in Königsberg und ab 1939 als Oberregierungsrat in Magdeburg. 1945 siedelte er sich wieder im Bereich der Unterweser an und wohnte bald darauf in Bremerhaven-Geestemünde. Er war bis zu seiner Pensionierung (1954) Richter am  Amtsgericht Wesermünde/Bremerhaven und leitete zeitweise das Amtsgericht Dorum.

### Heimatforscher
Siebs vertrat von 1928 bis 1932 Ostfriesland im dreiköpfigen deutsch-niederländischen Friesenrat und war ab 1931 gewähltes Mitglied der Historischen Kommission für Niedersachsen. Siebs forschte im Bereich der Heimatgeschichte und war in verschiedenen Heimatvereinen aktiv. Er schrieb eine Reihe heimatkundlicher Schriften. Von 1952 bis 1969 war er Vorsitzender (ab 1969 Ehrensitzender) des Heimatbundes der Männer vom Morgenstern, welcher zu den wichtigsten heimatkundlichen Vereinigungen von Bremen und Niedersachsen gehört. Er war Vorsitzender des 1950 gegründeten Marschenrats zur Förderung der Forschung im Küstengebiet der Nordsee, welcher mit der Niedersächsische Landesstelle für Marschen- und Wurtenforschung zusammenarbeitete.
Eine große Anzahl von Biografien entstand unter seiner Feder in den 1950er und 1960er Jahren.
Eide Siebs wurde im Familiengrab Eide Siebs auf dem Bremerhavener Friedhof in Wulsdorf beigesetzt.

## Ehrungen zu Lebzeiten
- Verdienstkreuz 1. Klasse,[4] wegen großer Verdienste u. a. in dem Heimatbund der Männer vom Morgenstern, Überreichung zu seinem 70. Geburtstag im Jahr 1961 durch den Oberbürgermeister  Bodo Selge der Stadt Bremerhaven
- Hermann-Allmers-Preis 1965
- Brüder-Grimm-Medaille,[5] wegen wissenschaftlich wertvoller Arbeit in der Freizeit/Laienforschung, Überreichung am 22. November 1968 durch die Göttinger Akademie der Wissenschaften

## Werke
- Quade Bolke und andere Geschichten aus Nordhannover, Hildesheim 1921
- Wappenbuch der Marschlandschaften Osterstade, Land Wührden, Lunemarsch und Vieland, Borghardt – Bremervörde 1923
- Die Weihnachtsflut von 1717 zwischen Unterweser und Unterelbe, 1925
- Die Wangerooger. Eine Volkskunde, Littmann, Oldenburg 1928
- Die Norderneyer. Eine Volkskunde, Schuster, Th., Norden 1930
- Am grauen Strand... Erkundetes und Erlebtes aus Alt-Bremerhaven, Verlag Ditzen – Bremerhaven 1953
- Helgoland und die Helgoländer, Partnerveröffentlichung mit Erich Wohlenberg, Verlag Hirt – Kiel 1953
- Land meiner Jugend-Fahrten und Begegnungen an Niederweser und Niederelbe, Verlag Ditzen – Bremerhaven 1955
- 125 Jahre Rickmers. Ein Buch von Schiffbau und Schiffahrt, Selbstverlag Rickmers – Hamburg und Bremerhaven 1959
- Die Porträtgrabsteine des Landes Wursten, Sonderveröffentlichung der Männer vom Morgenstern, Bremerhaven 1962
- Lebensbilder von der Elb- und Wesermündung, Männer vom Morgenstern, Heimatbund an Elb- u. Wesermündung 1966
- Sagenbuch des Landes Wursten, Veröffentlichung der Männer vom Morgenstern, Verlag Ditzen – Bremerhaven 1969